# Посольство Киргизстану в Україні
Посольство Киргизької Республіки в Києві — офіційне дипломатичне представництво Киргизької Республіки в Україні, відповідає за підтримання та розвиток відносин між Киргизстаном та Україною.

## Історія посольства
Киргизька Республіка визнала незалежність України 20 грудня 1991 року. 19 вересня 1992 року було встановлено дипломатичні відносини. У 1993 році в Києві відкрито Посольство Киргизької Республіки, а в 2000 році Посольство України в Киргизстані.

## Посли Киргизької Республіки в Україні
1. Чіналієв Улукбек Кожомжарович (1991—1998)
2. Сааданбеков Жумагул Сааданбекович (1998—2000)
3. Омуралієв Есенгул Касимович (2001—2005)
4. Мамкулов Еркін Бєйшєналієвич (2005—2010)
5. Аширов Борубек Чийбилович (2011—2012)
6. Чіналієв Улукбек Кожомжарович (2012—2016)
7. Сиргабаєв Батиркан Есенканович (2016—2017) т.п.
8. Шаріпов Жусупбек Шаріпович (2017—2022)
9. Кадиркулов Ідріс Анарбекович (з 2022)